# 大隐静脉
大隐静脉（英語：Great saphenous vein，/səˈfiːnəs/，缩写GSV）是下肢静脉，有丰富的静脉瓣。起自足背静脉弓，经内踝前方，沿小腿内侧、膝关节内后方、大腿内侧上行，于耻骨结节外下方3~4cm处，穿隐静脉裂孔汇入股静脉。有5大分支，股外侧浅静脉、股内侧浅静脉、腹壁浅静脉、旋髂浅静脉和阴部外浅静脉。大隐静脉在内踝前方的位置表浅而恒定，是输液和注射的常用部位。